# Liga MX (Clausura 2013)
Liga MX 2012/2013 (Clausura) – 89. edycja rozgrywek najwyższej w hierarchii ligi piłkarskiej w Meksyku (34. edycja licząc od wprowadzenia półrocznych sezonów). Rozgrywki odbyły się wiosną; pierwszy mecz rozegrano 4 stycznia, zaś ostatni (finał) 26 maja. Toczone były systemem ligowo pucharowym – najpierw wszystkie osiemnaście zespołów rywalizowało ze sobą podczas regularnego sezonu, a po jego zakończeniu osiem najlepszych drużyn zakwalifikowało się do fazy play-off, która wyłoniła mistrza kraju.
Mistrzostwo Meksyku (jedenaste w swojej historii) zdobył Club América, w dramatycznych okolicznościach pokonując w finale po rzutach karnych swojego lokalnego rywala – Cruz Azul. Tytułu mistrzowskiego bronił Club Tijuana. Do drugiej ligi po czterech latach występów na najwyższym szczeblu rozgrywek spadła drużyna Querétaro FC (ostatecznie pozostała w pierwszej lidze dzięki wykupieniu licencji Jaguares de Chiapas). Tytuł króla strzelców sezonu zdobył natomiast Ekwadorczyk Christian Benítez z zespołu Club América z dwunastoma golami na koncie.
Do rozgrywek Ligi Mistrzów CONCACAF 2013/2014 zakwalifikował się automatycznie mistrz i wicemistrz kraju (Club América i Cruz Azul).

## Kluby

### Stadiony i lokalizacje
| Klub          | Miasto           | Stan             | Stadion                         | Pojemność | Zdjęcie |
| ------------- | ---------------- | ---------------- | ------------------------------- | --------- | ------- |
| Club América  | m. Meksyk        | Distrito Federal | Estadio Azteca                  | 105 064   |         |
| Atlante       | Cancún           | Quintana Roo     | Estadio Andrés Quintana Roo     | 20 000    |         |
| Atlas         | Guadalajara      | Jalisco          | Estadio Jalisco                 | 63 163    |         |
| Cruz Azul     | m. Meksyk        | Distrito Federal | Estadio Azul                    | 35 161    |         |
| Guadalajara   | Guadalajara      | Jalisco          | Estadio Omnilife                | 49 850    |         |
| Jaguares      | Tuxtla Gutiérrez | Chiapas          | Estadio Víctor Manuel Reyna     | 31 500    |         |
| León          | León             | Guanajuato       | Estadio León                    | 27 000    |         |
| Monterrey     | Monterrey        | Nuevo León       | Estadio Tecnológico             | 36 485    |         |
| Morelia       | Morelia          | Michoacán        | Estadio Morelos                 | 35 869    |         |
| Pachuca       | Pachuca          | Hidalgo          | Estadio Hidalgo                 | 30 000    |         |
| Puebla        | Puebla           | Puebla           | Estadio Cuauhtémoc              | 42 649    |         |
| Pumas UNAM    | m. Meksyk        | Distrito Federal | Estadio Olímpico Universitario  | 68 954    |         |
| Querétaro     | Querétaro        | Querétaro        | Estadio Corregidora             | 35 575    |         |
| San Luis      | San Luis Potosí  | San Luis Potosí  | Estadio Alfonso Lastras Ramírez | 24 000    |         |
| Santos Laguna | Torreón          | Coahuila         | Estadio Corona                  | 30 000    |         |
| Tigres UANL   | Monterrey        | Nuevo León       | Estadio Universitario           | 45 000    |         |
| Tijuana       | Tijuana          | Kalifornia Dolna | Estadio Caliente                | 33 333    |         |
| Toluca        | Toluca           | Meksyk           | Estadio Nemesio Díez            | 26 000    |         |

### Trenerzy, kapitanowie, sponsorzy
| Klub          | Trener                 | Trener               | Kapitan               | . | Sponsor techniczny | Sponsor na koszulce   |
| ------------- | ---------------------- | -------------------- | --------------------- | - | ------------------ | --------------------- |
| Club América  | Miguel Herrera         | od 15 listopada 2011 | Aquivaldo Mosquera    | . | Nike               | Bimbo                 |
| Atlante       | Ricardo La Volpe       | od 6 maja 2012       | José Daniel Guerrero  | . | Kappa              | Cancún                |
| Atlas         | Tomás Boy              | od 29 sierpnia 2012  | Leandro Cufré         | . | Nike               | Casas Javer           |
| Cruz Azul     | Guillermo Vázquez      | od 24 maja 2012      | Gerardo Torrado       | . | Umbro              | Cemento Cruz Azul     |
| Guadalajara   | Benjamín Galindo       | od 3 stycznia 2013   | Héctor Reynoso        | . | Adidas             | Bimbo                 |
| Jaguares      | José Guadalupe Cruz    | od 18 maja 2010      | Miguel Ángel Martínez | . | Joma               | Pascual Boing         |
| León          | Gustavo Matosas        | od 20 sierpnia 2011  | brak stałego kapitana | . | Pirma              | Caja Popular Mexicana |
| Monterrey     | Víctor Manuel Vucetich | od 9 stycznia 2009   | José María Basanta    | . | Nike               | Bimbo                 |
| Morelia       | Rubén Omar Romano      | od 20 maja 2012      | Federico Vilar        | . | Nike               | Bridgestone           |
| Pachuca       | Gabriel Caballero      | od 15 listopada 2012 | Paulo da Silva        | . | Nike               | Gamesa                |
| Puebla        | Manuel Lapuente        | od 4 grudnia 2012    | Jesús Chávez          | . | Pirma              | Volkswagen            |
| Pumas UNAM    | Antonio Torres Servín  | od 16 listopada 2012 | Darío Verón           | . | Puma               | Banamex               |
| Querétaro     | Sergio Bueno           | od 5 września 2012   | Marco Jiménez         | . | Pirma              | Pascual Boing         |
| San Luis      | Eduardo Fentanes       | od 20 listopada 2012 | Javier Muñoz Mustafá  | . | Pirma              | Caja Popular Mexicana |
| Santos Laguna | Pedro Caixinha         | od 20 listopada 2012 | Oswaldo Sánchez       | . | Puma               | Soriana               |
| Tigres UANL   | Ricardo Ferretti       | od 19 maja 2010      | Lucas Lobos           | . | Adidas             | Cemex                 |
| Tijuana       | Antonio Mohamed        | od 19 września 2011  | Javier Gandolfi       | . | Nike               | Caliente              |
| Toluca        | Enrique Meza           | od 18 maja 2012      | Sinha                 | . | Under Armour       | Banamex               |

### Zmiany trenerów
| Klub             | Były trener          | Data odejścia     | Powód odejścia                   | Nowy trener          | Data zatrudnienia |
| ---------------- | -------------------- | ----------------- | -------------------------------- | -------------------- | ----------------- |
| Przed sezonem    |                      |                   |                                  |                      |                   |
| Pachuca          | Hugo Sánchez         | 15 listopada 2012 | Zwolnienie                       | Gabriel Caballero    | 15 listopada 2012 |
| Santos Laguna    | Benjamín Galindo     | 15 listopada 2012 | Zwolnienie                       | Pedro Caixinha       | 20 listopada 2012 |
| San Luis         | Alex Aguinaga        | 16 listopada 2012 | Zwolnienie                       | Eduardo Fentanes     | 20 listopada 2012 |
| Puebla           | Carlos Poblete       | 4 grudnia 2012    | Zwolnienie                       | Manuel Lapuente      | 4 grudnia 2012    |
| Guadalajara      | John van 't Schip    | 3 stycznia 2013   | Zwolnienie                       | Benjamín Galindo     | 3 stycznia 2013   |
| W trakcie sezonu |                      |                   |                                  |                      |                   |
| Atlante          | Ricardo La Volpe     | 28 stycznia 2013  | Rezygnacja z powodów zdrowotnych | Daniel Guzmán        | 29 stycznia 2013  |
| Querétaro        | Sergio Bueno         | 4 lutego 2013     | Zwolnienie                       | Ignacio Ambríz       | 4 lutego 2013     |
| Morelia          | Rubén Omar Romano    | 18 lutego 2013    | Zwolnienie                       | Carlos Bustos        | 18 lutego 2013    |
| San Luis         | Eduardo Fentanes     | 18 lutego 2013    | Zwolnienie                       | Carlos María Morales | 18 lutego 2013    |
| San Luis         | Carlos María Morales | 12 marca 2013     | Rezygnacja                       | Gerardo Silva        | 13 marca 2013     |

## Regularny sezon

### Tabela
| Lp | Drużyna       | M  | Z  | R | P  | Bramki | Bramki | +/– | Pkt | Uwagi                     | Kwalifikacja           |
| -- | ------------- | -- | -- | - | -- | ------ | ------ | --- | --- | ------------------------- | ---------------------- |
| 1  | Tigres UANL   | 17 | 10 | 5 | 2  | 30     | 14     | +16 | 35  | Wejście do fazy play-off  | Liga Mistrzów CONCACAF |
| 2  | Club América  | 17 | 9  | 5 | 3  | 30     | 15     | +15 | 32  | Wejście do fazy play-off  | Liga Mistrzów CONCACAF |
| 3  | Atlas         | 17 | 9  | 5 | 3  | 20     | 13     | +7  | 32  | Wejście do fazy play-off  |                        |
| 4  | Morelia       | 17 | 8  | 6 | 3  | 25     | 18     | +7  | 30  | Wejście do fazy play-off  |                        |
| 5  | Cruz Azul     | 17 | 8  | 5 | 4  | 35     | 20     | +15 | 29  | Wejście do fazy play-off  |                        |
| 6  | Santos Laguna | 17 | 8  | 5 | 4  | 20     | 13     | +7  | 29  | Wejście do fazy play-off  |                        |
| 7  | Pumas UNAM    | 17 | 8  | 5 | 4  | 19     | 14     | +5  | 29  | Wejście do fazy play-off  |                        |
| 8  | Querétaro     | 17 | 6  | 6 | 5  | 18     | 20     | –2  | 24  |                           |                        |
| 9  | Monterrey     | 17 | 7  | 2 | 8  | 22     | 22     | 0   | 23  | Wejście do fazy play-off¹ |                        |
| 10 | Tijuana       | 17 | 6  | 3 | 8  | 19     | 21     | –2  | 21  |                           |                        |
| 11 | Pachuca       | 17 | 6  | 2 | 9  | 18     | 25     | –7  | 20  |                           |                        |
| 12 | Puebla        | 17 | 5  | 4 | 8  | 20     | 27     | –7  | 19  |                           |                        |
| 13 | Toluca        | 17 | 5  | 3 | 9  | 14     | 21     | –7  | 18  |                           |                        |
| 14 | Jaguares      | 17 | 4  | 5 | 8  | 21     | 32     | –11 | 17  |                           |                        |
| 15 | León          | 17 | 3  | 7 | 7  | 14     | 18     | –4  | 16  |                           |                        |
| 16 | San Luis      | 17 | 4  | 4 | 9  | 19     | 25     | –6  | 16  |                           |                        |
| 17 | Guadalajara   | 17 | 3  | 7 | 7  | 15     | 24     | –9  | 16  |                           |                        |
| 18 | Atlante       | 17 | 4  | 1 | 12 | 16     | 33     | –17 | 13  |                           |                        |

Źródło: MedioTiempo (hiszp.)
Zasady ustalania kolejności: 1. liczba zdobytych punktów w całym cyklu rozgrywek; 2. różnica bramek w całym cyklu rozgrywek; 3. liczba zdobytych bramek w całym cyklu rozgrywek; 4. liczba punktów zdobyta w meczach bezpośrednich; 5. liczba zdobytych bramek w meczach wyjazdowych w całym cyklu rozgrywek; 6. wyższe miejsce w tabeli spadkowej; 7. wyższe miejsce w klasyfikacji Fair Play.
Objaśnienia:
¹ Querétaro, mimo zajęcia ósmego miejsca premiowanego awansem do fazy play-off, według regulaminu rozgrywek nie mógł się do niej zakwalifikować, gdyż po regularnym sezonie zajął ostatnie miejsce w tabeli spadkowej. Jego miejsce w fazie play-off zajął Monterrey, który uplasował się na kolejnej, dziewiątej lokacie.

### Miejsca po danych kolejkach
| Drużyna/ Kolejka | 1           | 2  | 3  | 4  | 5  | 6  | 7  | 8  | 9  | 10 | 11 | 12 | 13 | 14 | 15 | 16 | 17 |   |
| ---------------- | ----------- | -- | -- | -- | -- | -- | -- | -- | -- | -- | -- | -- | -- | -- | -- | -- | -- | - |
| Drużyna/ Kolejka | Tigres UANL | 1  | 1  | 2  | 1  | 1  | 1  | 1  | 1  | 1  | 1  | 1  | 1  | 1  | 1  | 1  | 2  | 1 |
| Club América     | 4           | 2  | 1  | 3  | 3  | 2  | 2  | 3  | 3  | 3  | 3  | 3  | 3  | 3  | 3  | 1  | 2  |   |
| Atlas            | 11          | 5  | 8  | 6  | 4  | 4  | 3  | 2  | 2  | 2  | 2  | 2  | 2  | 2  | 2  | 3  | 3  |   |
| Morelia          | 6           | 11 | 9  | 8  | 13 | 9  | 11 | 9  | 10 | 12 | 12 | 7  | 7  | 6  | 5  | 5  | 4  |   |
| Cruz Azul        | 5           | 6  | 4  | 4  | 5  | 5  | 7  | 11 | 13 | 14 | 10 | 13 | 11 | 7  | 6  | 6  | 5  |   |
| Santos Laguna    | 9           | 4  | 7  | 5  | 6  | 8  | 8  | 6  | 6  | 4  | 4  | 4  | 4  | 4  | 4  | 4  | 6  |   |
| Pumas UNAM       | 12          | 12 | 14 | 11 | 11 | 12 | 9  | 7  | 8  | 5  | 6  | 10 | 5  | 5  | 7  | 7  | 7  |   |
| Querétaro        | 7           | 7  | 5  | 10 | 14 | 13 | 13 | 14 | 12 | 9  | 8  | 6  | 9  | 11 | 8  | 8  | 8  |   |
| Monterrey        | 15          | 8  | 11 | 7  | 7  | 11 | 12 | 12 | 14 | 11 | 11 | 8  | 12 | 8  | 9  | 9  | 9  |   |
| Tijuana          | 3           | 3  | 3  | 2  | 2  | 3  | 4  | 4  | 4  | 6  | 7  | 9  | 8  | 12 | 11 | 11 | 10 |   |
| Pachuca          | 2           | 9  | 12 | 12 | 8  | 7  | 5  | 5  | 5  | 7  | 5  | 5  | 6  | 9  | 10 | 10 | 11 |   |
| Puebla           | 16          | 14 | 10 | 13 | 9  | 6  | 6  | 10 | 7  | 10 | 13 | 14 | 14 | 14 | 14 | 14 | 12 |   |
| Toluca           | 10          | 10 | 6  | 9  | 12 | 15 | 15 | 13 | 11 | 13 | 14 | 12 | 10 | 10 | 12 | 12 | 13 |   |
| Jaguares         | 18          | 18 | 17 | 18 | 18 | 18 | 17 | 17 | 17 | 16 | 15 | 16 | 15 | 15 | 15 | 15 | 14 |   |
| León             | 8           | 15 | 16 | 17 | 17 | 17 | 16 | 16 | 16 | 17 | 17 | 15 | 17 | 18 | 17 | 16 | 15 |   |
| San Luis         | 14          | 13 | 15 | 16 | 16 | 16 | 18 | 18 | 18 | 18 | 18 | 18 | 16 | 16 | 18 | 17 | 16 |   |
| Guadalajara      | 13          | 16 | 13 | 14 | 15 | 10 | 10 | 8  | 9  | 8  | 9  | 11 | 13 | 13 | 13 | 13 | 17 |   |
| Atlante          | 17          | 17 | 18 | 15 | 10 | 14 | 14 | 15 | 15 | 15 | 16 | 17 | 18 | 17 | 16 | 18 | 18 |   |

### Wyniki
| - 1. kolejka: 4–6 stycznia 2013 - 2. kolejka: 11–13 stycznia 2013 - 3. kolejka: 18–20 stycznia 2013 - 4. kolejka: 25–27 stycznia 2013 - 5. kolejka: 1–3 lutego 2013 - 6. kolejka: 8–10 lutego 2013 - 7. kolejka: 15–17 lutego 2013 - 8. kolejka: 22–24 lutego 2013 - 9. kolejka: 1–3 marca 2013 | - 10. kolejka: 8–10 marca 2013 - 11. kolejka: 15–17 marca 2013 - 12. kolejka: 30–31 marca 2013 - 13. kolejka: 5–7 kwietnia 2013 - 14. kolejka: 12–14 kwietnia 2013 - 15. kolejka: 19–21 kwietnia 2013 - 16. kolejka: 26–28 kwietnia 2013 - 17. kolejka: 3–5 maja 2013 |

| Gospodarz / Gość¹ | AME | ATL | ATS | CAZ | GUA | JAG | LEO | MTY | MOR | PAC | PUE | PUM | QRO | SNL | SAN | TIG | TIJ | TOL |
| Club América      |     | 4:0 |     | 3:0 |     |     |     | 2:1 |     |     | 1:1 | 1:0 | 3:0 | 1:1 |     | 0:2 |     | 2:2 |
| Atlante           |     |     |     | 0:3 |     | 4:3 |     | 3:1 |     |     | 2:0 | 1:2 | 1:1 | 0:1 |     | 1:3 |     | 0:1 |
| Atlas             | 2:1 | 2:1 |     |     | 1:0 |     | 0:1 | 2:1 | 0:0 | 2:0 |     |     |     |     | 1:2 |     | 1:0 |     |
| Cruz Azul         |     |     | 1:2 |     |     | 1:1 |     |     |     |     | 4:0 | 1:1 |     | 2:1 | 1:0 | 1:2 | 5:0 |     |
| Guadalajara       | 0:2 | 1:2 |     | 1:1 |     |     | 2:1 |     |     | 1:0 |     |     | 1:2 | 1:1 |     |     |     | 1:1 |
| Jaguares          | 0:2 |     | 1:2 |     | 3:2 |     | 2:2 | 1:1 | 1:1 | 2:1 |     |     |     |     | 1:3 |     | 2:0 |     |
| León              | 1:1 | 1:0 |     | 2:2 |     |     |     |     |     | 0:0 | 0:1 |     | 2:2 | 2:0 |     |     |     | 1:2 |
| Monterrey         |     |     |     | 1:5 | 0:1 |     | 2:1 |     | 1:0 | 2:0 | 3:0 | 3:0 |     | 3:2 |     |     |     |     |
| Morelia           | 1:1 | 4:0 |     | 3:3 | 1:1 |     | 1:0 |     |     | 3:2 |     |     | 1:0 |     |     |     |     | 2:1 |
| Pachuca           | 2:4 | 2:0 |     | 2:1 |     |     |     |     |     |     | 2:1 | 1:2 | 1:1 | 2:1 |     |     |     | 1:0 |
| Puebla            |     |     | 1:1 |     | 1:1 | 1:2 |     |     | 3:1 |     |     | 0:1 |     |     | 2:1 | 1:2 | 1:2 |     |
| Pumas UNAM        |     |     | 1:1 |     | 1:1 | 3:0 | 0:0 |     | 1:0 |     |     |     |     |     | 0:0 | 2:1 | 1:2 |     |
| Querétaro         |     |     | 0:0 | 1:2 |     | 1:1 |     | 1:0 |     |     | 2:3 | 2:1 |     | 2:1 |     | 0:2 |     | 1:0 |
| San Luis          |     |     | 2:2 |     |     | 3:0 |     |     | 1:2 |     | 1:3 | 0:2 |     |     | 1:1 | 1:2 | 1:0 |     |
| Santos Laguna     | 1:0 | 2:1 |     |     | 2:0 |     | 2:0 | 1:0 | 1:2 | 0:1 |     |     | 1:1 |     |     |     |     | 2:1 |
| Tigres UANL       |     |     | 1:0 |     | 1:1 | 3:0 | 0:0 | 0:1 | 1:1 | 3:1 |     |     |     |     | 1:1 |     | 2:2 |     |
| Tijuana           | 1:2 | 2:0 |     |     | 4:0 |     | 1:0 | 2:2 | 1:2 | 2:0 |     |     | 0:1 |     | 0:0 |     |     |     |
| Toluca            |     |     | 0:1 | 0:2 |     | 2:1 |     | 1:0 |     |     | 1:1 | 0:1 |     | 0:1 |     | 1:4 | 1:0 |     |

Objaśnienia:
¹ Drużyna gospodarzy jest wymieniona po lewej stronie tabeli.
Kolory: niebieski – zwycięstwo gospodarzy, żółty – remis, różowy – zwycięstwo gości

### Tabela spadkowa
| Lp | Drużyna       | Pkt A10 | Pkt C11 | Pkt A11 | Pkt C12 | Pkt A12 | Pkt C13 | . | M   | Pkt | Średnia | Uwagi                |
| -- | ------------- | ------- | ------- | ------- | ------- | ------- | ------- | - | --- | --- | ------- | -------------------- |
| 1  | Cruz Azul     | 39      | 26      | 29      | 25      | 26      | 29      | . | 102 | 174 | 1,7059  |                      |
| 2  | Tigres UANL   | 24      | 35      | 28      | 31      | 21      | 35      | . | 102 | 174 | 1,7059  |                      |
| 3  | Santos Laguna | 30      | 23      | 27      | 36      | 23      | 29      | . | 102 | 168 | 1,6471  |                      |
| 4  | Morelia       | 21      | 31      | 26      | 31      | 27      | 30      | . | 102 | 166 | 1,6274  |                      |
| 5  | Club América  | 27      | 26      | 15      | 32      | 31      | 32      | . | 102 | 163 | 1,5980  |                      |
| 6  | Monterrey     | 32      | 26      | 24      | 32      | 23      | 23      | . | 102 | 160 | 1,5686  |                      |
| 7  | Pumas UNAM    | 25      | 35      | 25      | 16      | 23      | 29      | . | 102 | 153 | 1,5000  |                      |
| 8  | Tijuana       | –       | –       | 18      | 28      | 34      | 21      | . | 68  | 101 | 1,4853  |                      |
| 9  | León          | –       | –       | –       | –       | 33      | 16      | . | 34  | 49  | 1,4412  |                      |
| 10 | Pachuca       | 25      | 18      | 26      | 28      | 21      | 20      | . | 102 | 138 | 1,3529  |                      |
| 11 | Toluca        | 22      | 21      | 20      | 22      | 34      | 18      | . | 102 | 137 | 1,3431  |                      |
| 12 | Jaguares      | 25      | 14      | 26      | 27      | 22      | 17      | . | 102 | 131 | 1,2843  |                      |
| 13 | Guadalajara   | 22      | 25      | 30      | 15      | 23      | 16      | . | 102 | 131 | 1,2843  |                      |
| 14 | San Luis      | 26      | 21      | 24      | 12      | 15      | 16      | . | 102 | 114 | 1,1177  |                      |
| 15 | Atlas         | 13      | 23      | 12      | 20      | 12      | 32      | . | 102 | 112 | 1,0980  |                      |
| 16 | Atlante       | 16      | 27      | 19      | 16      | 20      | 13      | . | 102 | 111 | 1,0882  |                      |
| 17 | Puebla        | 19      | 18      | 22      | 19      | 13      | 16      | . | 102 | 110 | 1,0784  |                      |
| 18 | Querétaro     | 19      | 16      | 26      | 12      | 7       | 24      | . | 102 | 104 | 1,0196  | Spadek do Ascenso MX |

Źródło: MedioTiempo (hiszp.)

### Miejsca po danych kolejkach (tabela spadkowa)
| Drużyna/ Kolejka | 1         | 2  | 3  | 4  | 5  | 6  | 7  | 8  | 9  | 10 | 11 | 12 | 13 | 14 | 15 | 16 | 17 |   |
| ---------------- | --------- | -- | -- | -- | -- | -- | -- | -- | -- | -- | -- | -- | -- | -- | -- | -- | -- | - |
| Drużyna/ Kolejka | Cruz Azul | 2  | 2  | 1  | 1  | 1  | 1  | 2  | 2  | 2  | 3  | 3  | 3  | 2  | 2  | 2  | 1  | 1 |
| Tigres UANL      | 3         | 3  | 3  | 2  | 2  | 2  | 1  | 1  | 1  | 1  | 1  | 1  | 1  | 1  | 1  | 2  | 2  |   |
| Santos Laguna    | 4         | 4  | 5  | 4  | 4  | 4  | 3  | 4  | 3  | 2  | 2  | 2  | 3  | 3  | 3  | 3  | 3  |   |
| Morelia          | 7         | 8  | 8  | 7  | 8  | 7  | 8  | 7  | 6  | 7  | 7  | 6  | 6  | 6  | 5  | 5  | 4  |   |
| Club América     | 8         | 7  | 7  | 8  | 7  | 5  | 5  | 6  | 5  | 4  | 4  | 4  | 4  | 5  | 4  | 4  | 5  |   |
| Monterrey        | 6         | 6  | 6  | 6  | 5  | 6  | 7  | 5  | 7  | 5  | 5  | 5  | 5  | 4  | 6  | 6  | 6  |   |
| Pumas UNAM       | 9         | 9  | 9  | 9  | 9  | 9  | 9  | 9  | 9  | 8  | 8  | 8  | 8  | 8  | 8  | 7  | 7  |   |
| Tijuana          | 5         | 5  | 4  | 3  | 3  | 3  | 4  | 3  | 4  | 6  | 6  | 7  | 7  | 7  | 7  | 8  | 8  |   |
| León             | 1         | 1  | 2  | 5  | 6  | 8  | 6  | 8  | 8  | 10 | 10 | 11 | 11 | 11 | 11 | 9  | 9  |   |
| Pachuca          | 10        | 10 | 11 | 11 | 10 | 10 | 10 | 10 | 10 | 9  | 9  | 9  | 9  | 9  | 9  | 10 | 10 |   |
| Toluca           | 11        | 11 | 10 | 10 | 11 | 11 | 11 | 11 | 11 | 11 | 12 | 10 | 10 | 10 | 10 | 11 | 11 |   |
| Jaguares         | 13        | 13 | 13 | 13 | 13 | 13 | 13 | 13 | 13 | 13 | 13 | 13 | 13 | 13 | 13 | 13 | 12 |   |
| Guadalajara      | 12        | 12 | 12 | 12 | 12 | 12 | 12 | 12 | 12 | 12 | 11 | 12 | 12 | 12 | 12 | 12 | 13 |   |
| San Luis         | 14        | 14 | 15 | 15 | 15 | 16 | 16 | 16 | 16 | 17 | 17 | 17 | 14 | 14 | 16 | 15 | 14 |   |
| Atlas            | 18        | 18 | 18 | 17 | 17 | 17 | 17 | 17 | 17 | 16 | 16 | 14 | 15 | 16 | 15 | 14 | 15 |   |
| Atlante          | 15        | 15 | 15 | 14 | 14 | 14 | 14 | 14 | 15 | 15 | 15 | 16 | 17 | 15 | 14 | 16 | 16 |   |
| Puebla           | 16        | 16 | 16 | 16 | 16 | 15 | 15 | 15 | 14 | 14 | 14 | 15 | 16 | 17 | 17 | 17 | 17 |   |
| Querétaro        | 17        | 17 | 17 | 18 | 18 | 18 | 18 | 18 | 18 | 18 | 18 | 18 | 18 | 18 | 18 | 18 | 18 |   |

## Faza play-off

### Drabinka
|  | Ćwierćfinały | Ćwierćfinały  | Ćwierćfinały  | Ćwierćfinały | Ćwierćfinały |   |       | Półfinały    | Półfinały | Półfinały | Półfinały | Półfinały |  |  | Finał | Finał        | Finał | Finał | Finał |
|  |              |               |               |              |              |   |       |              |           |           |           |           |  |  |       |              |       |       |       |
|  | 2            | Club América  | 1             | 2            | 3            |   |       |              |           |           |           |           |  |  |       |              |       |       |       |
|  | 7            | Pumas UNAM    | 0             | 1            | 1            |   |       |              |           |           |           |           |  |  |       |              |       |       |       |
|  | 7            | Pumas UNAM    | 0             | 1            | 1            |   |       | Club América | 2         | 2         | 4         |           |  |  |       |              |       |       |       |
|  |              |               |               |              |              |   |       | Club América | 2         | 2         | 4         |           |  |  |       |              |       |       |       |
|  |              |               | Monterrey     | 2            | 1            | 3 |       |              |           |           |           |           |  |  |       |              |       |       |       |
|  | 1            | Tigres UANL   | Monterrey     | 2            | 1            | 3 | 0     | 1            | 1         |           |           |           |  |  |       |              |       |       |       |
|  | 1            | Tigres UANL   |               |              |              |   | 0     | 1            | 1         |           |           |           |  |  |       |              |       |       |       |
|  | 9            | Monterrey     | 1             | 1            | 2            |   |       |              |           |           |           |           |  |  |       |              |       |       |       |
|  |              |               |               |              |              |   |       |              |           |           |           |           |  |  |       | Club América | 0     | 2     | 2 (4) |
|  |              |               |               | Cruz Azul    | 1            | 1 | 2 (2) |              |           |           |           |           |  |  |       |              |       |       |       |
|  | 4            | Morelia       | 2             | 1            | 3            |   |       |              |           |           |           |           |  |  |       |              |       |       |       |
|  | 5            | Cruz Azul     | 4             | 0            | 4            |   |       |              |           |           |           |           |  |  |       |              |       |       |       |
|  | 5            | Cruz Azul     | 4             | 0            | 4            |   |       | Cruz Azul    | 3         | 2         | 5         |           |  |  |       |              |       |       |       |
|  |              |               |               |              |              |   |       | Cruz Azul    | 3         | 2         | 5         |           |  |  |       |              |       |       |       |
|  |              |               | Santos Laguna | 0            | 1            | 1 |       |              |           |           |           |           |  |  |       |              |       |       |       |
|  | 3            | Atlas         | Santos Laguna | 0            | 1            | 1 | 0     | 1            | 1         |           |           |           |  |  |       |              |       |       |       |
|  | 3            | Atlas         |               |              |              |   | 0     | 1            | 1         |           |           |           |  |  |       |              |       |       |       |
|  | 6            | Santos Laguna | 0             | 3            | 3            |   |       |              |           |           |           |           |  |  |       |              |       |       |       |

### Ćwierćfinały
| 8 maja 2013 | Pumas UNAM                                  | 0:1   | Club América | |
| 21:00       |                                             | (0:1) | 28' Jiménez  | Estadio Olímpico Universitario m. Meksyk, Distrito Federal Widzów: 45 000 Sędzia: Fernando Guerrero Ramírez |
| 21:00       | Van Rankin 37' · Velarde 64' · Palacios 77' | (0:1) | 78' Layún    | Estadio Olímpico Universitario m. Meksyk, Distrito Federal Widzów: 45 000 Sędzia: Fernando Guerrero Ramírez |

| 11 maja 2013 | Club América       | 2:1   | Pumas UNAM   |                                                                                                  |
| 17:00        | Benítez 56', 90+3' | (0:1) | 21' Ramírez  | Estadio Azteca m. Meksyk, Distrito Federal Widzów: 49 000 Sędzia: Marco Antonio Rodríguez Moreno |
| 17:00        | Sambueza 53'       | (0:1) | 47' Palacios | Estadio Azteca m. Meksyk, Distrito Federal Widzów: 49 000 Sędzia: Marco Antonio Rodríguez Moreno |

| 8 maja 2013 | Monterrey                | 1:0   | Tigres UANL            |                                                                                             |
| 19:00       | Suazo 18'                | (1:0) |                        | Estadio Tecnológico Monterrey, Nuevo León Widzów: 33 000 Sędzia: José Alfredo Peñaloza Soto |
| 19:00       | Basanta 76' · Meza 90+1' | (1:0) | 8' Rivas · 62' Juninho | Estadio Tecnológico Monterrey, Nuevo León Widzów: 33 000 Sędzia: José Alfredo Peñaloza Soto |

| 11 maja 2013 | Tigres UANL                    | 1:1   | Monterrey                                          |                                                                                            |
| 19:00        | Danilinho 12'                  | (1:1) | 33' (sam.) Jiménez                                 | Estadio Universitario San Nicolás, Nuevo León Widzów: 41 000 Sędzia: Roberto García Orozco |
| 19:00        | Danilinho 45', 79' · Rivas 80' | (1:1) | 26' Arellano · 53' Zavala · 83' Ibarra · 88' Suazo | Estadio Universitario San Nicolás, Nuevo León Widzów: 41 000 Sędzia: Roberto García Orozco |

| 9 maja 2013 | Cruz Azul                                                               | 4:2   | Morelia                 |                                                                                            |
| 21:00       | Pavone 23', 79' · Gutiérrez 52' · Giménez 58'                           | (1:1) | 1' Mancilla · 88' Ochoa | Estadio Azul m. Meksyk, Distrito Federal Widzów: 27 000 Sędzia: Jorge Isaac Rojas Castillo |
| 21:00       | Pavone 26' · Castro 45+1' · Gutiérrez 51' · Giménez 86' · Torrado 90+3' | (1:1) | 23' Vilar               | Estadio Azul m. Meksyk, Distrito Federal Widzów: 27 000 Sędzia: Jorge Isaac Rojas Castillo |

| 12 maja 2013 | Morelia                   | 1:0   | Cruz Azul   |                                                                                        |
| 18:00        | Salinas 44'               | (1:0) |             | Estadio Morelos Morelia, Michoacán Widzów: 38 000 Sędzia: Paul Enrique Delgadillo Haro |
| 18:00        | Montero 39' · Ramírez 62' | (1:0) | 42' Giménez | Estadio Morelos Morelia, Michoacán Widzów: 38 000 Sędzia: Paul Enrique Delgadillo Haro |

| 9 maja 2013 | Santos Laguna | 0:0   | Atlas                 |                                                                                       |
| 19:00       |               | (0:0) |                       | Estadio Corona Torreón, Coahuila Widzów: 24 000 Sędzia: César Arturo Ramos Palazuelos |
| 19:00       | Baloy 90'     | (0:0) | 58' Erpen · 69' Ayala | Estadio Corona Torreón, Coahuila Widzów: 24 000 Sędzia: César Arturo Ramos Palazuelos |

| 12 maja 2013 | Atlas                             | 1:3   | Santos Laguna                                    |                                                                                       |
| 20:00        | Bravo 5'                          | (1:1) | 15' Rentería · 62', 90' Quintero                 | Estadio Jalisco Guadalajara, Jalisco Widzów: 45 000 Sędzia: Jorge Antonio Pérez Durán |
| 20:00        | Pinto 24' · Erpen 27' · Cufré 88' | (1:1) | 6' Rentería · 7' Sánchez · 21' Cejas · 73' Gómez | Estadio Jalisco Guadalajara, Jalisco Widzów: 45 000 Sędzia: Jorge Antonio Pérez Durán |

### Półfinały
| 15 maja 2013 | Monterrey                 | 2:2   | Club América              |                                                                                            |
| 21:00        | Suazo 28' · de Nigris 73' | (1:0) | 50', 70' Benítez          | Estadio Tecnológico Monterrey, Nuevo León Widzów: 33 000 Sędzia: Jorge Antonio Pérez Durán |
| 21:00        | de Nigris 38'             | (1:0) | 27' Molina · 68' Sambueza | Estadio Tecnológico Monterrey, Nuevo León Widzów: 33 000 Sędzia: Jorge Antonio Pérez Durán |

| 18 maja 2013 | Club América                   | 2:1   | Monterrey                            |                                                                                                |
| 17:00        | Jiménez 64' (k.) · Benítez 82' | (0:0) | 90+2' de Nigris                      | Estadio Azteca m. Meksyk, Distrito Federal Widzów: 65 000 Sędzia: Paul Enrique Delgadillo Haro |
| 17:00        | Jiménez 87'                    | (0:0) | 38' Meza · 62' López · 87' de Nigris | Estadio Azteca m. Meksyk, Distrito Federal Widzów: 65 000 Sędzia: Paul Enrique Delgadillo Haro |

| 16 maja 2013 | Santos Laguna              | 0:3   | Cruz Azul                                                |                                                                                       |
| 21:00        |                            | (0:2) | 2' Flores · 24' Barrera · 88' (sam.) Figueroa            | Estadio Corona Torreón, Coahuila Widzów: 30 000 Sędzia: César Arturo Ramos Palazuelos |
| 21:00        | Baloy 87' · Quintero 90+1' | (0:2) | 24' Barrera · 79' Corona · 87' Giménez · 90+1' Domínguez | Estadio Corona Torreón, Coahuila Widzów: 30 000 Sędzia: César Arturo Ramos Palazuelos |

| 19 maja 2013 | Cruz Azul                   | 2:1   | Santos Laguna                                                                                 |                                                                                                |
| 20:00        | Orozco 7', 24'              | (2:1) | 36' Rentería                                                                                  | Estadio Azul m. Meksyk, Distrito Federal Widzów: 34 000 Sędzia: Marco Antonio Rodríguez Moreno |
| 20:00        | Torrado 31' · Vela 80', 90' | (2:1) | 25' Sánchez · 37', 57' Baloy · 40', 51' Quintero · 41' Rodríguez · 41' Figueroa · 56' Salinas | Estadio Azul m. Meksyk, Distrito Federal Widzów: 34 000 Sędzia: Marco Antonio Rodríguez Moreno |

### Finał
| 23 maja 2013 | Cruz Azul                | 1:0   | Club América               |                                                                                           |
| 21:00        | Giménez 19'              | (1:0) |                            | Estadio Azul m. Meksyk, Distrito Federal Widzów: 30 000 Sędzia: Jorge Antonio Pérez Durán |
| 21:00        | Giménez 41' · Castro 49' | (1:0) | 14' Aldrete · 60' Mosquera | Estadio Azul m. Meksyk, Distrito Federal Widzów: 30 000 Sędzia: Jorge Antonio Pérez Durán |

| 26 maja 2013 | Club América                            | 2:1 (pd.)          | Cruz Azul |                                                                                                 |
| 20:00        | Mosquera 88' · Muñoz 90+2'              | (0:1, 2:1, k. 4:2) | 20' Gutiérrez | Estadio Azteca m. Meksyk, Distrito Federal Widzów: 105 000 Sędzia: Paul Enrique Delgadillo Haro |
| 20:00        | Molina 13' · Sambueza 52' · Aguilar 62' | (0:1, 2:1, k. 4:2) | 3' A. Castro · 17' I. Castro · 51' Barrera · 57' Perea · 74' Gutiérrez · 74' Giménez · 89' Corona · 118' Pereira | Estadio Azteca m. Meksyk, Distrito Federal Widzów: 105 000 Sędzia: Paul Enrique Delgadillo Haro |
| 20:00        | · Jiménez · Benítez · Martínez · Layún  | Rzuty karne        | · Orozco · A. Castro · Chávez · Flores                                                                           | Estadio Azteca m. Meksyk, Distrito Federal Widzów: 105 000 Sędzia: Paul Enrique Delgadillo Haro |

Skład mistrza:
- Bramkarze: Moisés Muñoz (22/1/–20), Hugo González (1/–1)
- Obrońcy: Francisco Rodríguez (22/0), Miguel Layún (21/1), Aquivaldo Mosquera (20/1, kapitan), Paul Aguilar (20/1), Diego Reyes (18/1), Adrián Aldrete (15/0), Juan Carlos Valenzuela (15/0), Efraín Juárez (3/0), Ventura Alvarado (1/0)
- Pomocnicy: Jesús Molina (22/2), Osvaldo Martínez (22/2), Juan Carlos Medina (21/1), Rubens Sambueza (17/2), Christian Bermúdez (13/0), Jorge Urias (1/0)
- Napastnicy: Christian Benítez (23/17), Raúl Jiménez (23/10), Narciso Mina (14/0), Antonio López (4/0)
- Trener: Miguel Herrera

Uwaga

## Statystyki
| Lp | Zawodnik            | Klub          | Gole |
| -- | ------------------- | ------------- | ---- |
| 1  | Christian Benítez   | Club América  | 12   |
| 2  | Héctor Mancilla     | Morelia       | 11   |
| 3  | Mariano Pavone      | Cruz Azul     | 10   |
| 4  | Emanuel Villa       | Tigres UANL   | 9    |
| 4  | Luis Gabriel Rey    | Jaguares      | 9    |
| 6  | Oribe Peralta       | Santos Laguna | 8    |
| 6  | Lucas Lobos         | Tigres UANL   | 8    |
| 6  | Raúl Jiménez        | Club América  | 8    |
| 9  | Rafael Márquez Lugo | Guadalajara   | 7    |
| 9  | Félix Borja         | Puebla        | 7    |
| 9  | Javier Cortés       | Pumas UNAM    | 7    |

| Lp | Zawodnik               | Klub          | Asysty |
| -- | ---------------------- | ------------- | ------ |
| 1  | Humberto Suazo         | Monterrey     | 13     |
| 2  | Rubens Sambueza        | Club América  | 8      |
| 3  | Danilinho              | Tigres UANL   | 7      |
| 4  | Carlos Darwin Quintero | Santos Laguna | 6      |
| 5  | Teófilo Gutiérrez      | Cruz Azul     | 5      |
| 5  | Pablo Barrera          | Cruz Azul     | 5      |
| 7  | Emanuel Villa          | Tigres UANL   | 4      |
| 7  | Osvaldo Martínez       | Club América  | 4      |
| 7  | Gerardo Torrado        | Cruz Azul     | 4      |
| 7  | Luis Ángel Mendoza     | San Luis      | 4      |
| 7  | Aldo Leão Ramírez      | Morelia       | 4      |
| 7  | Joao Rojas             | Morelia       | 4      |
| 7  | Christian Benítez      | Club América  | 4      |
| 7  | Lucas Lobos            | Tigres UANL   | 4      |
| 7  | Luis Gabriel Rey       | Jaguares      | 4      |

Źródło: MedioTiempo (hiszp.)

Uwaga

### Hat tricki
| Kolejka | Data             | Zawodnik          | Klub         | Wynik | Przeciwnik | Gole            |
| ------- | ---------------- | ----------------- | ------------ | ----- | ---------- | --------------- |
| 1.      | 5 stycznia 2013  | Emanuel Villa     | Tigres UANL  | 3:0   | Jaguares   | Gol · Gol · Gol |
| 9.      | 2 marca 2013     | Christian Benítez | Club América | 3:0   | Cruz Azul  | Gol · Gol · Gol |
| 16.     | 27 kwietnia 2013 | Christian Benítez | Club América | 4:2   | Pachuca    | Gol · Gol · Gol |
| 17.     | 4 maja 2013      | Mariano Pavone    | Cruz Azul    | 5:1   | Monterrey  | Gol · Gol · Gol |

## Nagrody

### Sezonowe
Nagrody za sezon Clausura 2013 przyznał trzy dni po spotkaniu finałowym jeden z najpopularniejszych dzienników sportowych w Meksyku – Récord, w ramach plebiscytu "Estrella Récord". Najlepszym piłkarzem sezonu wybrano Ekwadorczyka Christiana Beníteza, napastnika Club América. Oprócz poniższych nagród wyróżniono także najlepszy mecz sezonu – finałową konfrontację Amériki z Cruz Azul (2:1, 4:2 k) – jak również przyznano nagrodę dla najpiękniej grającej drużyny, które otrzymał Atlas prowadzony przez trenera Tomása Boya.

#### Jedenastka sezonu
| Bramkarz                    | Obrońcy | Pomocnicy | Napastnicy                                            |
| --------------------------- | --- | --- | ----------------------------------------------------- |
| Jesús Corona (Cruz Azul)    | Edgar Castillo (Tijuana) Aquivaldo Mosquera (Club América) Luis Amaranto Perea (Cruz Azul) Gerardo Flores (Cruz Azul) | Christian Giménez (Cruz Azul) Carlos Salcido (Tigres UANL) Aldo Leão Ramírez (Morelia) Danilinho (Tigres UANL) | Christian Benítez (Club América) Omar Bravo (Atlas)   |
| Rezerwowi                   | | |                                                       |
| Moisés Muñoz (Club América) | Felipe Baloy (Santos Laguna) Paul Aguilar (Club América)                                                              | Gerardo Torrado (Cruz Azul) Javier Cortés (Pumas UNAM)                                                         | Emanuel Villa (Tigres UANL) Héctor Mancilla (Morelia) |

#### Nagrody indywidualne
| Piłkarz sezonu:   | Christian Benítez (Club América)                 |
| Odkrycie sezonu:  | Amaury Escoto (Querétaro)                        |
| Rewelacja sezonu: | Miguel Layún (Club América)                      |
| Powrót sezonu:    | Omar Bravo (Atlas)                               |
| Trener sezonu:    | Miguel Herrera (Club América)                    |
| Gol sezonu:       | Ángel Reyna (Pachuca, vs Cruz Azul, 7. kolejka)  |
| Parada sezonu:    | Jesús Corona (Cruz Azul, vs Club América, finał) |
| Najlepszy sędzia: | Marco Antonio Rodríguez Moreno                   |